# Santo Antão (Kap Verde)
Santo Antão (port. für Heiliger Antonius) ist mit 779 km² die zweitgrößte der Kapverdischen Inseln im Atlantik. Auf Santo Antão leben 47.124 Menschen.

## Geographie

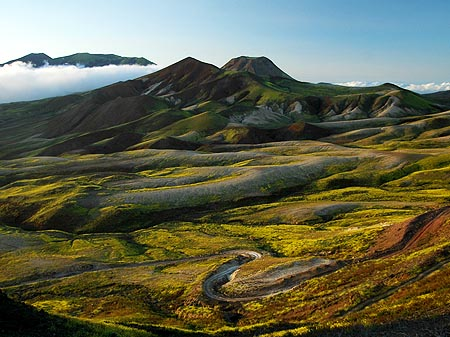
Westliche Hochebene Santo Antãos nach den Regenfällen des Winters 2004/2005; Tope de Coroa im Hintergrund

Santo Antão ist die nördlichste und westlichste Insel der Kapverden, gehört zu den Ilhas de Barlavento (dt. ‚Inseln über dem Wind‘) und wird durch einen 16 km breiten Meereskanal von der im Süden liegenden Insel São Vicente getrennt.
Die hochgebirgige Insel vulkanischen Ursprungs ist geprägt von Gebirgslandschaften mit tief eingeschnittenen Erosionstälern im Norden und nach Süden etwas flacher auslaufenden Vulkanhängen. Junge Vulkane mit weiten Caldeiras, weitläufige weißglänzende Puzzolan-Hügel und Hunderte von Metern hohe Basaltfelsen bilden dramatische Vulkanlandschaften. Auf den Höhen der östlichen Hochebene befinden sich die größten Misch- und Nadelwälder Kap Verdes.
Der Nordosten der Insel ist relativ regenreich, während der Südwesten trocken bleibt. Höchste Erhebung ist der Tope de Coroa (1979 m) im wüstenartigen Westen. Der westlichste Punkt ist das Kap Ponta do Chão de Mangrade.
Administrativ ist die Insel in drei Concelhos (Landkreise) unterteilt, Paul, Porto Novo und Ribeira Grande. Die Hafenstadt Porto Novo im Süden ist seit wenigen Jahren die bevölkerungsstärkste Siedlung und hat damit den traditionsreichen Ort Vila da Ribeira Grande abgelöst.

## Geologie
Die geologische Entwicklung Santo Antãos lässt sich in drei Phasen gliedern (von jung nach alt):
- Junge Vulkanite
- Intermediäre Vulkanite
- Alte Vulkanite

Der unter dem Meeresspiegel liegende vulkanische Unterbau der Insel dürfte bis zirka 16 Millionen Jahre vor heute zurückreichen (Beginn des Mittleren Miozäns – Langhium). Er macht rund die Hälfte des Gesamtvolumens aus und liegt auf 119 bis 118 Millionen Jahre alter ozeanischer Kruste aus der Unterkreide (Aptium). Die oberirdisch aufgeschlossenen Alten Vulkanite gehen bis ins Tortonium (7,5 Millionen Jahre vor heute) zurück, der Hauptanteil der Abfolge ist im Wesentlichen zwischen 3 und 2 Millionen Jahre alt (Oberes Pliozän – Piacenzium und Gelasium). Die vorwiegend subaerisch ausgeflossenen alten Vulkanite bilden einen großen Komplex, der von Chã Morte ausgehend bis zu den Tälern von Escabecada, Tarrafal, Água Nova und Chã de Igreja reicht. Die Vulkanite gehören zur Basanit/Tephrit/Phonolith-Differentiationsreihe, wobei Basanite vorherrschen. Angereicherte Basanite stehen in der unteren Água Nova-Schlucht an. Die Alten Vulkanite wurden über einen Südwest-Nordost-streichenden Gangschwarm gefördert, der den zentralen Abschnitt von Chã Morte und das nördliche Ribeira-Grande-Tal durchquert.
Die 2 bis 0,3 Millionen Jahre alten Intermediären Vulkanite des Quartärs (frühes und mittleres Pleistozän) lassen sich in fünf Gruppen untergliedern:
- Água-Nova-Gruppe
- Monte-Frado-Vulkan
- Sinagoa-Vulkan
- Cova-Gruppe
- Bordeira-Gruppe

In ihnen treten zum ersten Mal auch Gesteine der mehr angereicherten Nephelinit/Phonolith-Differentiationsreihe auf (mit Melilith-Nepheliniten, Nepheliniten und Phonolithen). Die 2 Millionen bis 1 Million Jahre alte, altpleistozäne Bordeira-Gruppe besteht aus einem nephelinitischen Vulkanbau, der sich im Westteil des Chã Morte über einem eingeebneten Vulkan der alten Vulkanite errichtete. Die 1,4 bis 0,7 Millionen Jahre alte Cova-Gruppe (ebenfalls Altpleistozän) ist basanitisch und im Sektor Cova/Corda/Paul aufgeschlossen. Vor 0,7 bis 0,3 Millionen Jahren entstand im zentralen Hochland der Sinagoa-Vulkan mit den Cadela-Vulkaniten. Die nephelinitischen und basanitischen Vulkanite wurden über eine Spalte gefördert, die sich im Südwesten der alten Gangschwärme parallel zu diesen geöffnet hatte. Zwischen 0,5 und 0,4 Millionen Jahren vor heute brach der basanitische Monte-Frado-Vulkan im Süden der Insel aus, in etwa zeitgleich entstanden die Vulkanite der basanitischen Água-Nova-Gruppe, die aber noch bis 0,3 Millionen Jahre überdauerten.
Die 0,4 bis 0,1 Millionen Jahre alten und überwiegend nephelinitischen (Mittel- bis Jungpleistozän) Jüngeren Vulkanite lassen sich in vier Gruppen unterteilen:
- Lagoa-Gruppe
- Coroa-Gruppe
- Junge-Tarrafal-Gruppe
- Proto-Coroa-Gruppe

Die 400.000 bis 200.000 Jahre alte Proto-Caroa-Gruppe mit ihren nephelinitischen Scoriakegeln und Laven ist in der Umgebung des Tope de Coroa anzutreffen. In etwa zeitgleich wurde über Südwest-Nordost-streichende Spaltensysteme westlich des Tope de Coroa die Junge-Tarrafal-Gruppe eruptiert, die ebenfalls nephelinitischen Chemismus aufweist. Zwischen 200.000 und 170.000 Jahren vor heute wurden die nephelinitischen Laven der Coroa-Gruppe gefördert; sie überlagern zum Teil die Proto-Coroa-Gruppe.
Im Zeitraum von 400.000 bis 100.000 Jahren vor heute drang im Zentralteil der Insel über Spaltensysteme die nephelinitische Lagoa-Gruppe auf. Im zentralen Hochland entstanden so entlang der Spalten mehrere Aneinanderreihungen von Scoriakegeln. Aus den Spalten flossen Lavaströme nach Südosten und erreichten westlich von Porto Novo das Meer.
Vor rund 200.000 Jahren kam es zu einer größeren plinianischen Eruption durch einen Schlot unmittelbar südlich des Coroa-Komplexes im Westen Santo Antãos. Die Eruption ließ zwei phonolithische Bims-Horizonte zurück (CG 1 und CG 2), deren erster die gesamte Insel überdeckt und daher für stratigraphische Korrelationen der jüngeren Laven von großem Wert ist.
Die meisten Vulkanite Santo Antãos stammen aus Lavaflüssen der beiden erwähnten Differentiationsreihen. 10 bis 20 Prozent der Lavaflüsse setzen sich aus Pikriten und Ankaramiten zusammen. In der Nähe der Eruptionszentren finden sich oft auch Pyroklastika, vorwiegend Lapilli und Bomben sowie einige Ignimbrite. Am meisten Volumen bei den Eruptionen hatte der phonolithische Bims von Cão Grande.
Petrologische Modellrechnungen verweisen auf ein heterogenes, peridotitisches Mantelgestein, das in 90 bis 125 Kilometern Tiefe zu 1 bis 4 Prozent partiell aufschmolz. Die primitiveren Magmentypen unter den auf Santo Antão angetroffenen Vulkangesteinen sind typische, von einer HIMU-Komponente beherrschte ozeanische Inselbasalte (OIB). Die Älteren Vulkanite variieren zwischen einer jungen und einer etwas weniger radiogenen HIMU-Komponente. Die Intermediären Vulkanite stellen eine Zweikomponentenmischung aus einer DM-artigen Komponente und einer den Karbonatiten nahestehenden, jungen HIMU-Komponente dar. Bei den Jungen Vulkaniten dominiert eine alte HIMU-Komponente. Es wird angenommen, dass die Magmen mit dem Kapverden-Mantelplume aufstiegen, die zeitlichen Änderungen im Chemismus werden dabei einer internen Kompositionsänderung des Mantelplumes zugeschrieben.

## Geschichte
1462 von Diego Afonso für Portugal in Besitz genommen, diente die Insel anfänglich vorwiegend zur Ernte der Färberflechte Roccella tinctoria. Im 17. Jahrhundert ließen sich erstmals dauerhaft Siedler nieder, darunter Söhne von Landbesitzern der südlichen Inseln Santiago und Fogo sowie im heutigen Vila da Ribeira Grande unter den Grafen da Cruz neue Siedler aus dem Norden Portugals. Wein, Purgiernüsse und später auch Kaffee bestimmten als wichtigste Exportprodukte die Geschichte der Insel.

## Verwaltung
Die Insel gehört zur Nordgruppe der Kapverdischen Inseln, den Ilhas de Barlavento. Als wichtigster Ort gilt Porto Novo.
Administrativ ist Santo Antão in drei Kreise (Concelhos) mit zusammen sieben Gemeinden (Freguesia) aufgeteilt.
| Concelho (Kreis) | Freguesia (Gemeinde)        |
| ---------------- | --------------------------- |
| Ribeira Grande   | Nossa Senhora do Rosário    |
| Ribeira Grande   | Nossa Senhora do Livramento |
| Ribeira Grande   | Santo Crucifixo             |
| Ribeira Grande   | São Pedro Apóstolo          |
| Paul             | Santo António das Pombas    |
| Porto Novo       | São João Baptista           |
| Porto Novo       | Santo André                 |

## Wirtschaft und Tourismus
Haupterwerbszweige sind die Landwirtschaft mit dem Anbau von Zuckerrohr, Yams, Maniok, Bananen, Mango und Mais und der Fischfang. Wichtigstes landwirtschaftliches Produkt ist heute der Grogue genannte weiße Rum der Insel.

Im Norden gewinnt der Tourismus langsam an Bedeutung. Die eindrucksvollen Gebirgslandschaften machen die Insel zur beliebtesten Wanderregion der Kapverden. Da der kleine Flughafen bei Ponta do Sol 2003 geschlossen wurde, ist die Insel nur über die (bis zu viermal tägliche) Fährverbindung Mindelo (São Vicente) – Porto Novo (Santo Antão) zu erreichen. Ein neuer Regionalflughafen südwestlich von Porto Novo ist in Planung; der Bürgermeister zeigt sich optimistisch, dass er bis 2026 verwirklicht wird. Seit 2009 verbindet eine gut ausgebaute und geteerte Küstenstraße mit zwei Tunnelabschnitten den Hafen Porto Novo mit den nordöstlichen Orten Janela, Ribeira Grande, Cidiade das Pombas und Ponta do Sol. Die Bergstrecke, die bisher die einzige Verbindung war, ist deshalb nur noch wenig befahren, aber touristisch gesehen, die schönere Variante, da sie spektakulär über die Berge führt. Zu jeder Fähre (Ankunft/Abfahrt) sammeln sich am Hafen von Porto Novo die Sammeltaxen („Aluguer“), die alle wichtigen Richtungen von hier aus bedienen bzw. aus allen wichtigen Richtungen hier ankommen. 
Die Straße nach Tarrafal de Monte Trigo soll bis November 2020 durchgehend gepflastert fertig gestellt sein. In die größeren Täler im Osten der Insel führen gut ausgebaute und teils mit Kopfsteinpflaster oder Asphalt belegte Straßen.

## Persönlichkeiten
- Roberto Duarte da Silva (1837–1889), Chemiker
- Luís Romano (1922–2010), Schriftsteller, veröffentlichte 1973 unter dem Titel Negrume/Lzimparin Kurzgeschichten im Kreol Santo Antãos mit portugiesischer Übersetzung
- Amaro Alexandre da Luz (1934–2019), Politiker, Ökonom, Diplomat und Freiheitskämpfer
- Manuel de Novas (* 24. Dezember 1938), Komponist
- Dina Salústio (* 1941), Schriftstellerin
- Luís de Matos Monteiro da Fonseca (* 1944), Diplomat